# 克勞福德福克 (阿拉巴馬州)
克勞福德福克（英語：Crawford Fork）是一個位於美國阿拉巴馬州格林縣的非建制地區。該地的面積和人口皆未知。

## 地理
克勞福德福克的座標為32°49′04″N 88°03′15″W / 32.81777°N 88.05416°W，而該地最高點為海拔高度40米（即131英尺）。